# NGC 4459
NGC 4459 é uma galáxia espiral (S0-a) localizada na direcção da constelação de Coma Berenices. Possui uma declinação de +13° 58' 43" e uma ascensão recta de 12 horas, 29 minutos e 00,0 segundos.
A galáxia NGC 4459 foi descoberta em 14 de Janeiro de 1787 por William Herschel.